# Millersburg (Kentucky)
Millersburg é uma cidade localizada no estado americano de Kentucky, no Condado de Bourbon.

## Demografia
Segundo o censo americano de 2000, a sua população era de 842 habitantes.
Em 2006, foi estimada uma população de 872, um aumento de 30 (3.6%).

## Geografia
De acordo com o United States Census Bureau tem uma área de
0,9 km², dos quais 0,9 km² cobertos por terra e 0,0 km² cobertos por água. Millersburg localiza-se a aproximadamente 233 m acima do nível do mar.

## Localidades na vizinhança
O diagrama seguinte representa as localidades num raio de 24 km ao redor de Millersburg.